# Eupelmus cingulatus
Eupelmus cingulatus är en stekelart som beskrevs av Cameron 1884. Eupelmus cingulatus ingår i släktet Eupelmus och familjen hoppglanssteklar.
Artens utbredningsområde är:
- Guatemala.
- Panama.

Inga underarter finns listade i Catalogue of Life.